# Молодіжне (Берестинський район)
Молоді́жне (до 2024 року — Першотравневе) — село в Україні, у Берестинському районі Харківської області. Населення становить 375 осіб. Входить до складу Зачепилівської селищної територіальної громади.

## Географія
Село Першотравневе знаходиться в балці Жучиха по якій протікає пересихаючий струмок з загатами, примикає до села Травневе, на відстані 3 км розташоване село Бердянка. Поруч із селом проходить автомобільна дорога М18.

## Історія
1905 року засноване як село Жучиха, Рикове.
У 1930 році перейменоване в село Першотравневе.
До 2017 року належало до Бердянської сільради. Відтак увійшло до складу Зачепилівської громади.
Після ліквідації Зачепилівського району 19 липня 2020 року село увійшло до Красноградського (Берестинського) району.
19 вересня 2024 року Верховна Рада підтримала перейменування села Першотравневе на Молодіжне. 26 вересня 2024 року перейменування набуло чинності.

## Населення
Згідно з переписом УРСР 1989 року чисельність наявного населення села становила 351 особа, з яких 161 чоловік та 190 жінок.
За переписом населення України 2001 року в селі мешкало 377 осіб.

### Мова
Розподіл населення за рідною мовою за даними перепису 2001 року:
| Мова       | Відсоток |
| ---------- | -------- |
| українська | 92,00 %  |
| російська  | 4,27 %   |
| вірменська | 1,60 %   |
| угорська   | 0,27 %   |
| інші       | 1,86 %   |

## Економіка
- Молочно-товарна ферма.
- КСП «Першотравневе».